# Ринус Михелс
Маринус („Ринус“) Хендрикус Михелс (на нидерландски: Marinus („Rinus“) Jacobus Hendricus Michels) е бивш нидерландски състезател и треньор по футбол, известен като създателя на тоталния футбол през 70-те.

## Кариера
Роден е в Амстердам на 9 февруари 1928. Играе 257 мача за „Аякс“ (Амстердам) и вкарва 120 гола в периода 1946 – 1958. Печели държавното първенство с „Аякс“ през 1947 и 1957. Пет пъти играе за националния отбор на Холандия.
Завръща се в „Аякс“ като треньор през 1965 и печели четири пъти титлата в Холандия и три пъти купата през следващите шест години, като през 1971 става носител на Купата на европейските шампиони (КЕШ), която „Аякс“ печели и през 1972 и 1973, но Михелс вече не е треньор на отбора. Осъвременява играта на отбора като въвежда тоталния футбол и прилага изкуствената засада. През 1971 Михелс става треньор на Барселона и печели титлата през 1974, когато е за кратко треньор на холандския национален отбор по футбол. Заминава за САЩ, където е треньор в закъсалата Северноамериканска футболна лига. Приключва кариерата си на клубен треньор през 1989 с „Байер“ (Леверкузен).
Като треньор на националния отбор (1974, 1984 – 1985, 1986 – 1988, 1990 – 1992) той извежда Холандия на финал за световно първенство през 1974, а през 1988 става европейски шампион със страната си.
Поради авторитарния характер като треньор и твърдението му, че „футболът е война“, го наричат Генерала. ФИФА определя Михелс за треньор на 20 век през 1999.
Умира на 3 март 2005 г. в градската болница в Аалст, Белгия на 77 години след сърдечна операция (втора след 1986).

## Успехи

### Като футболист
- Ередивизи – 1946/47, 1956,57

### Като треньор
- Ередивизи – 1965/66, 1966/67, 1967/68, 1969/70
- Купа на Холандия – 1966/67, 1969/70, 1970/71
- КЕШ – 1970/71
- Интертото – 1968
- Примера дивисион – 1973/74
- Купа на Краля – 1977/78
- Купа на панаирните градове – 1971
- Купа на Германия – 1982/83
- Европейско първенство – 1988
- Треньор на годината – 1988
- Треньор на XX век на ФИФА – 1999
- В „Десетте велики треньори на УЕФА“ – 2016[1]